# Cosmos 557
Cosmos-557 est le nom de code d'une station spatiale soviétique du programme Saliout.

## Histoire
Lancé le 11 mai 1973, Cosmos-557 aurait dû être une autre station Saliout, mais rapidement le contrôle de la station fut perdu par les équipes au sol et les moteurs de corrections d'orbite de la station se mirent automatiquement en marche, jusqu'à l'épuisement de leurs réserves. Étant incapable de se positionner correctement, la station est abandonnée et elle se consume dans l'atmosphère 11 jours après son lancement, le 22 mai.
Quand elle fut détectée par les radars occidentaux, les Soviétiques ont dans un premier temps déclaré qu'il s'agissait de Cosmos-557, sans plus de détails. Ils n'ont révélé que beaucoup plus tard que Cosmos-557 était en réalité une station Saliout.